# Pimelea milliganii
Pimelea milliganii är en tibastväxtart som beskrevs av Carl Daniel Friedrich Meisner. Pimelea milliganii ingår i släktet Pimelea och familjen tibastväxter. Inga underarter finns listade i Catalogue of Life.